# Oxytropis kyziltalensis
Oxytropis kyziltalensis är en ärtväxtart som beskrevs av I.T. Vassilczenko. Oxytropis kyziltalensis ingår i släktet klovedlar, och familjen ärtväxter. Inga underarter finns listade i Catalogue of Life.